# Porphyrinia rosita
Porphyrinia rosita là một loài bướm đêm trong họ Noctuidae.